# غراهام لي
غراهام لي (بالإنجليزية: Graham Lee)‏ هو منتج أسطوانات أمريكي، ولد في 11 ديسمبر 1953 في Kenilworth, Queensland ‏ في أستراليا.

## وصلات خارجية
- غراهام لي على موقع ميوزك برينز (الإنجليزية)
- غراهام لي على موقع أول ميوزيك (الإنجليزية)
- غراهام لي على موقع ديسكوغز (الإنجليزية)